# ملعب أزتيكا
ملعب أزتيكا (بالإسبانية: Estadio Azteca)‏ هو ملعب كرة قدم يقع في مكسيكو عاصمة المكسيك . يسع الملعب لجلوس 105 آلاف متفرج . يعتبر الملعب الرسمي الذي يخوض فيه منتخب المكسيك مبارياته الدولية . تم افتتاح الملعب في 29 مايو 1966، يعد الملعب رفقة ملعب ماراكانا أحد الملعبيين الذان استضافا نهائي كأس العالم مرتين، إذ استضاف الملعب مبارتي النهائي في موندياليّ 1970 و1986. وسيستضيف الملعب المباراة الافتتاحية لكأس العالم 2026 وفق ما صرح به الاتحاد الدولي لكرة القدم ( الفيفا).

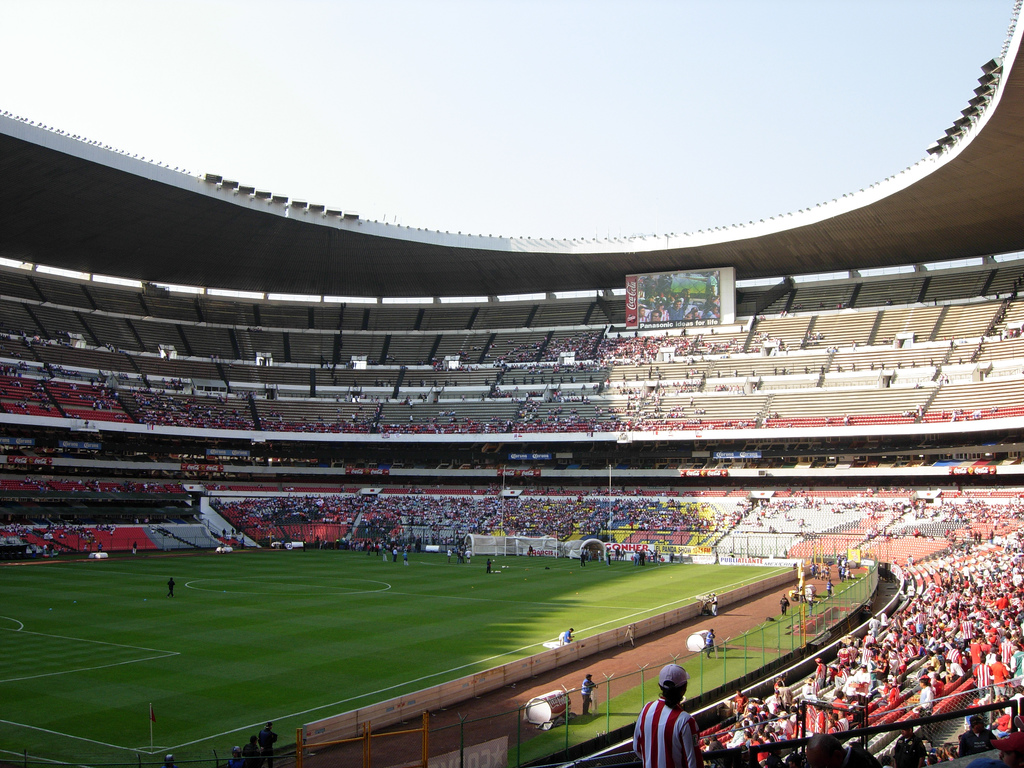